# Caconeura t-coerulea
Caconeura t-coerulea е вид водно конче от семейство Platycnemididae.

## Разпространение
Този вид е разпространен в Индия (Тамил Наду).